# Pediocactus
Pediocactus é um gênero botânico da família cactaceae..

## Sinonímia
- Navajoa Croizat
- Pilocanthus B.W.Benson & Backeb.

## Espécies
- Pediocactus despainii
- Pediocactus hermannii
- Pediocactus peeblesianus
- Pediocactus simpsonii
- Pediocactus-winkleri
- etc.